# Berta
Berta je žensko osebno ime.

## Izvor imena
Ime Berta izhaja iz nemškega imena Berta, ki ga razlagajo iz starovisokonemške besede berth v pomenu »bleščeč, slaven«.

## Različice imena
Alberta, Albertina, Berti, Bertica, Bertka

## Tujejezikovne različice imena
- pri Angležih: Bertha
- pri Nemcih: Berta

## Pogostost imena
Po podatkih Statističnega urada Republike Slovenije je bilo na dan 31. decembra 2007 v Sloveniji število ženskih oseb z imenom Berta: 710. Med vsemi ženskimi imeni pa je ime Berta po pogostosti uporabe uvrščeno na 221 mesto.

## Zanimivost
V nemškem vojaškem žargonu je bila nekdaj znana debéla Berta to je »top velikega kalibra«.